# 拉薩鼠麴草
拉萨鼠麴草（学名：Gnaphalium flavescens）为菊科鼠麴草属的植物，为中国的特有植物。分布于中国大陆的西藏等地，生长于海拔3,600米的地区，多生于山坡上，目前尚未由人工引种栽培。